# Bill Hougland
William Marion Hougland, detto Bill (Caldwell, 20 giugno 1930 – Lawrence, 6 marzo 2017), è stato un cestista statunitense, attivo a livello amatoriale nella AAU e nella NIBL. Campione olimpico nel 1952 e nel 1956.

## Palmarès
- Campione NCAA (1952)
- Campione NIBL (1956)